# شمس‌الدین صایغ
شمس‌الدین، محمد بن حسن صایغ حنفی (۱۲۴۷ - ۱۳۲۵) زبان‌شناس، ادیب، نویسنده و شاعر شامی بود. «شرح ملحة الإعراب»، «الدریدیة»، «مقامة الشهابیة».